# 多花肥肉草
多花肥肉草（学名：Fordiophyton multiflorum），为野牡丹科异药花属下的一个种。

## 扩展阅读
維基物種上的相關：多花肥肉草